# Henio (Tesco)
Henio – bohater marki marki Tesco w Polsce.
W 2008 roku sieć sklepów rozpoczęła kampanię reklamową, w której występowały trzy animowane postacie: Henio, Tadeusz i Bogusz. Spoty telewizyjne opierały się głównie na humorystycznych dialogach lub monologach postaci, w których często wykorzystywano gry słowne nawiązujące do oferty sklepów Tesco. W 2010 roku zmieniono koncept reklam. Ze starej grupy bohaterów zostawiono jedynie Henia, u którego boku od tamtej pory występowała żona - Krysia. Pierwszą reklamę z udziałem pary wyemitowano 18 marca 2010 roku. Od tej pory zabawne perypetie bohaterów oddzielano od promocji, które czytane były przez lektora po zakończeniu sceny z postaciami. 
5 października 2011 roku utworzono oficjalny profil Eksperci Tesco na Facebooku. Tytułowymi ekspertami byli bohaterowie kampanii - Henio i Krysia, a także Tadeusz i Bogusz. Posty przyjmowały podobny do reklam schemat: były humorystyczne i odnosiły się często do oferty Tesco. Strona zaczęła szybko przyciągać duże ilości użytkowników i zebrała ponad 102 tysiące fanów i ponad 14 tysięcy polubień w okresie 5.10-23.11.2011. Liczby te systematycznie się zwiększały.
21 października 2011 do internetu wypuszczono viralowy film, którym główny bohater kampanii - Henio - parodiuje znane w sieci kazanie ks. Piotra Natanka w kostiumie Batmana. Po 3 dniach oficjalny film na YouTube miał 900 tysięcy odsłon. Spot został nagrodzony nagrodą w plebiscycie Kreatury w 2012 roku. W późniejszych latach Tesco produkowało kolejne virale z Heniem, w których parodiował chociażby Felixa Baumgartnera czy Jean-Claude Van Damme'a. Te również zyskiwały wiele wyświetleń.
W marcu 2014 roku ogłoszono, że kampania z Ekspertami Tesco zostanie zakończona w ciągu najbliższych miesięcy. Było to spowodowane zakończeniem współpracy z odpowiedzialną za tworzenie reklam agencją PZL. Emisję spotów telewizyjnych zakończono później wiosną tego samego roku, a parę miesięcy później zaprzestano udostępniania postów z postaciami na Facebooku. W reklamach na stałe zagościł Robert Makłowicz, który występował w nich do tamtej pory gościnnie.